# Wereldkampioenschappen baanwielrennen 1897

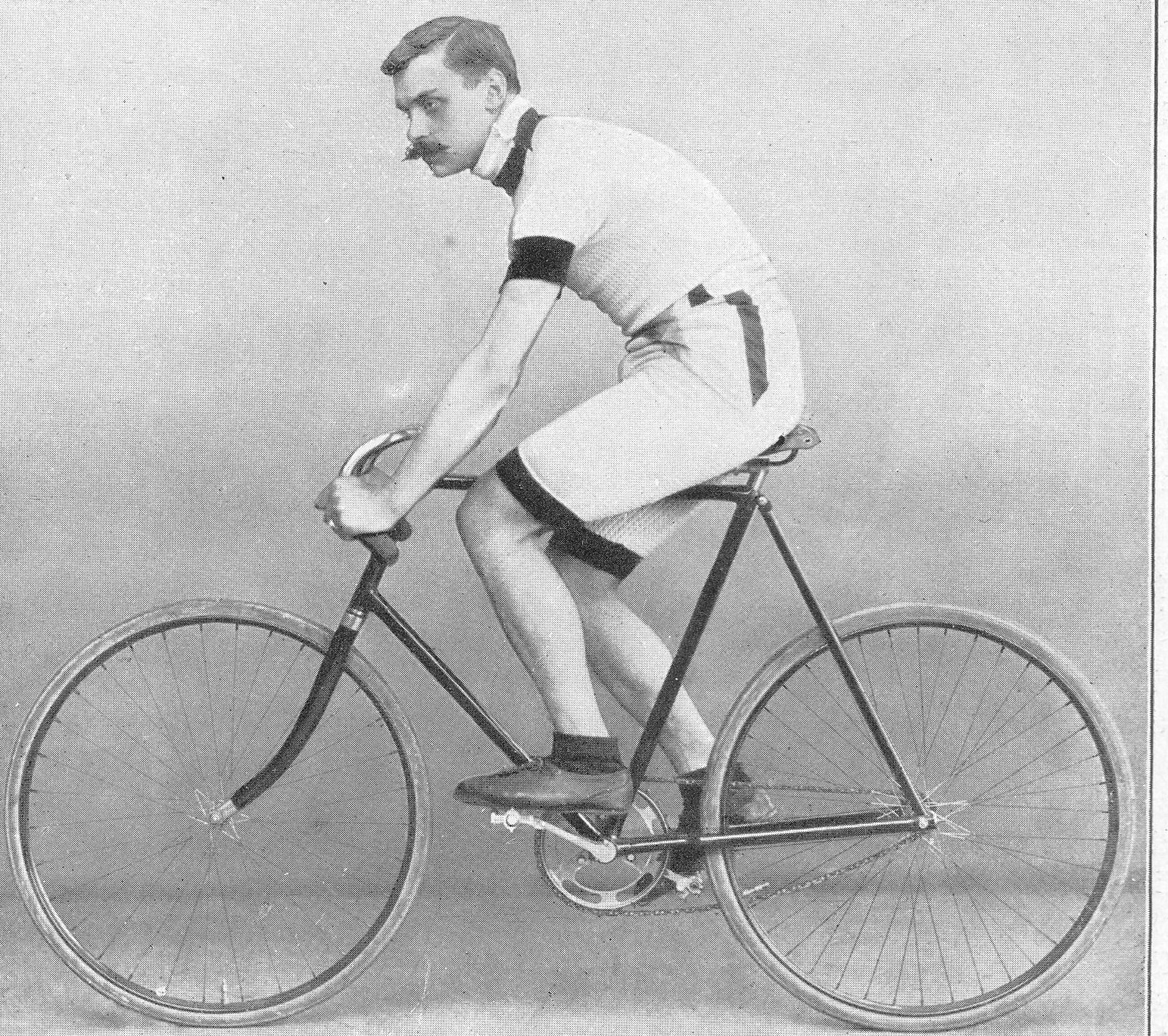
Jack William Stocks, wereldkampioen stayeren bij de profs

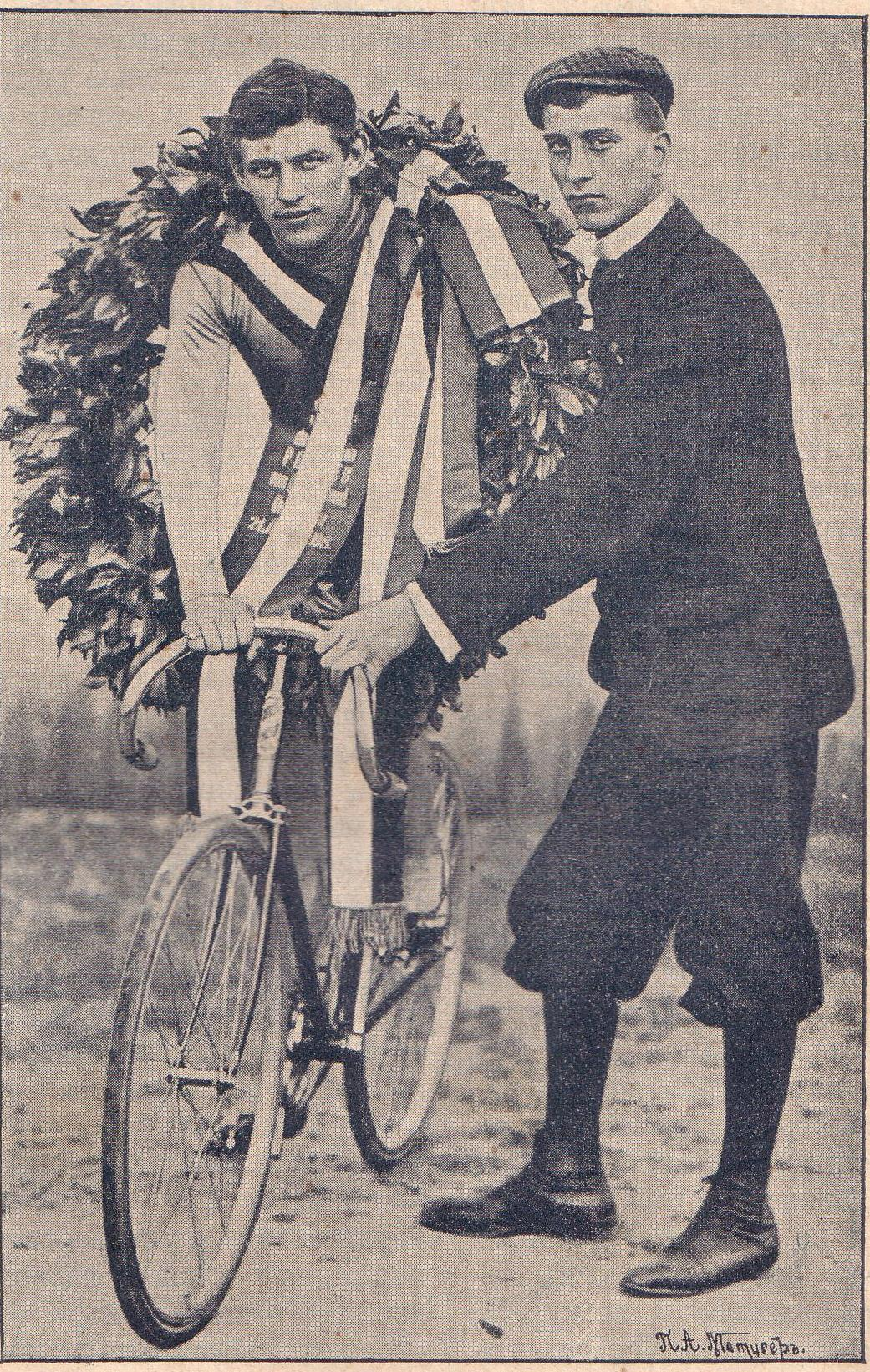
Willy Arend, wereldkampioen sprint bij de profs (foto uit 1898)

De wereldkampioenschappen baanwielrennen 1897 werden gehouden van 30 juli tot 2 augustus 1897 in Glasgow. Ze werden georganiseerd door de International Cyclists Association (ICA), voorloper van de UCI.
Het programma voor profs en amateurs bestond uit een sprint over 1 Engelse mijl en een wedstrijd over 100 kilometer met gangmaking (niet-gemotoriseerde tandems met drie of meer gangmakers). Er was ook een landenwedstrijd voor amateurs, gewonnen door Engeland, en een handicaprace over een halve Engelse mijl voor profs (gewonnen door de Engelsman Gascoyne) en amateurs (gewonnen door de Fransman Defrance).
De wereldkampioenen sprint bij de profs en de amateurs namen het aan het einde van de kampioenschappen nog tegen elkaar op. De prof Arend (Duitsland) haalde het met vijf lengten voorsprong op de amateur Schrader (Denemarken).

## Uitslagen

### Beroepsrenners
| Wedstrijd      | Winnaar             | 2e                    | 3e             |
| -------------- | ------------------- | --------------------- | -------------- |
| Sprint         | Willy Arend         | Charles F. Barden     | Paul Nossam    |
| 100 km stayers | Jack William Stocks | Arthur Adalbert Chase | Fred Armstrong |

### Amateurs
| Wedstrijd      | Winnaar        | 2e            | 3e              |
| -------------- | -------------- | ------------- | --------------- |
| Sprint         | Edwin Schrader | W. P. Fawcett | Harry Reynolds  |
| 100 km stayers | Edward Gould   | Emile Ouzou   | Rasmond Tjaerby |

Edities

1893 ·
1894 ·
1895 ·
1896 ·
1897 ·
1898 ·
1899 ·
1900 ·
1901 ·
1902 ·
1903 ·
1904 ·
1905 ·
1906 ·
1907 ·
1908 ·
1909 ·
1910 ·
1911 ·
1912 ·
1913 ·
1914 ·
1915 · 1916 · 1917 · 1918 · 1919 ·
1920 ·
1921 ·
1922 ·
1923 ·
1924 ·
1925 ·
1926 ·
1927 ·
1928 ·
1929 ·
1930 ·
1931 ·
1932 ·
1933 ·
1934 ·
1935 ·
1936 ·
1937 ·
1938 ·
1939 ·
1940 · 1941 · 1942 · 1943 · 1944 · 1945 ·
1946 ·
1947 ·
1948 ·
1949 ·
1950 ·
1951 ·
1952 ·
1953 ·
1954 ·
1955 ·
1956 ·
1957 ·
1958 ·
1959 ·
1960 ·
1961 ·
1962 ·
1963 ·
1964 ·
1965 ·
1966 ·
1967 ·
1968 ·
1969 ·
1970 ·
1971 ·
1972 ·
1973 ·
1974 ·
1975 ·
1976 ·
1977 ·
1978 ·
1979 ·
1980 ·
1981 ·
1982 ·
1983 ·
1984 ·
1985 ·
1986 ·
1987 ·
1988 ·
1989 ·
1990 ·
1991 ·
1992 ·
1993 ·
1994 ·
1995 ·
1996 ·
1997 ·
1998 ·
1999 ·
2000 ·
2001 ·
2002 ·
2003 ·
2004 ·
2005 ·
2006 ·
2007 ·
2008 ·
2009 ·
2010 ·
2011 ·
2012 · 
2013 · 
2014 · 
2015 · 
2016 · 
2017 · 
2018 · 
2019 · 
2020 · 
2021 · 
2022 · 
2023 ·
2024 ·
2025 ·

Onderdelen

Achtervolging (individueel) · 
afvalkoers · 
keirin · 
koppelkoers · 
omnium · 
ploegenachtervolging · 
puntenkoers · 
scratch · 
sprint · 
teamsprint ·  
tijdrijden

Voormalig:
stayeren ·
tandem